# FLEX
FLEX — однозадачная операционная система, разработанная в 1976 году для микропроцессоров Motorola 6800 компанией Technical Systems Consultants (англ., сокр. TSC) из Уэст-Лафейетт (штат Индиана, США). Изначально была создана версия для 8-дюймовых флоппи-дисков и версия для 5,25-дюймовых флоппи-дисков, называвшаяся mini-Flex. Позже она была портирована на микропроцессор Motorola 6809 под названием Flex9. Все версии имели текстовый интерфейс и предназначались для использования на устройствах вывода от печатающих терминалов вроде ASR-33 до интеллектуальных терминалов. Графические терминалы компанией не поддерживались программным обеспечением TSC, хотя некоторые производители обеспечивали поддержку элементарной графики и указательных устройств.
FLEX была операционной системой с памятью на дисках. Использовались 256-байтные секторы с программной разметкой секторов. TSC и другие компании предлагали несколько языков программирования, включая два варианта Basic (стандартный и расширенный), примечательную версию расширенного Basic называвшуюся Pre-compiled Basic, Forth, C, Fortran и Pascal.
TSC также разработала версию FLEX Smoke Signal DOS для калифорнийского производителя аппаратного обеспечения Smoke Signal Broadcasting.
Позже TSC выпустила многозадачную многопользовательскую Unix-подобную операционную систему uniFlex, которая требовала DMA-контроллер и 8-дюймовый диск, вследствие чего была продана в маленьком количестве. Несколько компиляторов TSC были портированы на uniFlex.
В начале 1980-х FLEX предлагалась компанией CompuSense в качестве операционной системы для бытового компьютера Dragon 64 на основе микропроцессора Motorola 6809.